# Omae wa Mada Gunma o Shiranai
Omae wa Mada Gunma o Shiranai (jap. お前はまだグンマを知らない) ist eine Manga-Serie von Hiroto Ida, die seit 2013 in Japan erscheint. Sie wurde 2017 als Miniserie sowie 2018 als Anime-Fernsehserie adaptiert und ist in das Genre Comedy einzuordnen. Der Anime wurde international als You Don’t Know Gunma Yet bekannt.

## Inhalt
Die Serie dreht sich um die Erlebnisse  des Mittelschülers Nori Kamitsuki, der von Chiba in die Präfektur Gunma umzieht. Vor dem Umzug hat er nur Gerüchte über die Rückständigkeit der Region und die seltsamen Leute, die dort leben, gehört. Dort dann angekommen und vor allem in seiner Schule wird er dann mit Menschen konfrontiert, die ihrer Heimat und ihren Besonderheiten außergewöhnliche Liebe entgegenbringen – und dabei Fremden misstrauisch bis feindselig begegnen. Nur langsam kann er zu den Einheimischen Kontakte aufbauen, wobei ihm sein Freund Otoya Todoroki hilft, der von hier stammt und den er in Chiba kennengelernt hat. Das Mädchen Kyō Shinooka macht es Nori besonders schwer, da sie als Mitglied einer Vereinigung ist, die die Kultur Gunmas gegen Fremde verteidigen will. Nebenbei lernt Nori dann, auch um sich besser einzufügen, die kulturellen Besonderheiten der Region kennen.

## Veröffentlichung
Die Serie erscheint seit Oktober 2013 im Online-Magazin Kurage Bunch beim Verlag Shinchosha. Dieser brachte die Kapitel auch in bisher acht Sammelbänden heraus. Band 3 verkaufte sich etwa 20.000 mal in der ersten Woche.

## Adaptionen
2017 entstand eine vierteilige Miniserie unter der Regie von Kaku Mizuno, bei der Shōtarō Mamiya die Hauptrolle übernahm. Die Realverfilmung wurde vom 6. bis 27. März 2017 von Nippon TV ausgestrahlt. Am 22. Juli 2017 folgte ein Film.
2018 entstand bei Asahi Production eine Anime-Adaption des Mangas, Regisseur und Autor war Mankyū. Das Charakterdesign entwarf Tomonori Kogawa und die künstlerische Leitung lag bei Hiroyuki Nemoto. Die 12 je drei Minuten langen Folgen wurden vom 2. April bis 23. Juni 2018 von Gunma TV und Animax ausgestrahlt. Zum Ende jeder Folge spricht ein Vertreter der Präfektur Gunma oder einer der Synchronsprecher ein Grußwort, in dem er erzählt was ihm an Gunma besonders gefällt oder warum man es besuchen soll. International wurde der Anime von Crunchyroll veröffentlicht, unter anderem mit deutschen und englischen Untertiteln.

### Synchronisation
| Rolle          | Japanische Stimme |
| -------------- | ----------------- |
| Nori Kamitsuki | Gakuto Kajiwara   |
| Kyō Shinooka   | Aya Uchida        |
| Otoya Todoroki | Jun Kasama        |

### Musik
Die Musik der Animeserie komponierte Kyōhei Matsuno und der Abspann ist mit dem Lied So Happy von Aya Uchida unterlegt.